# Апалала

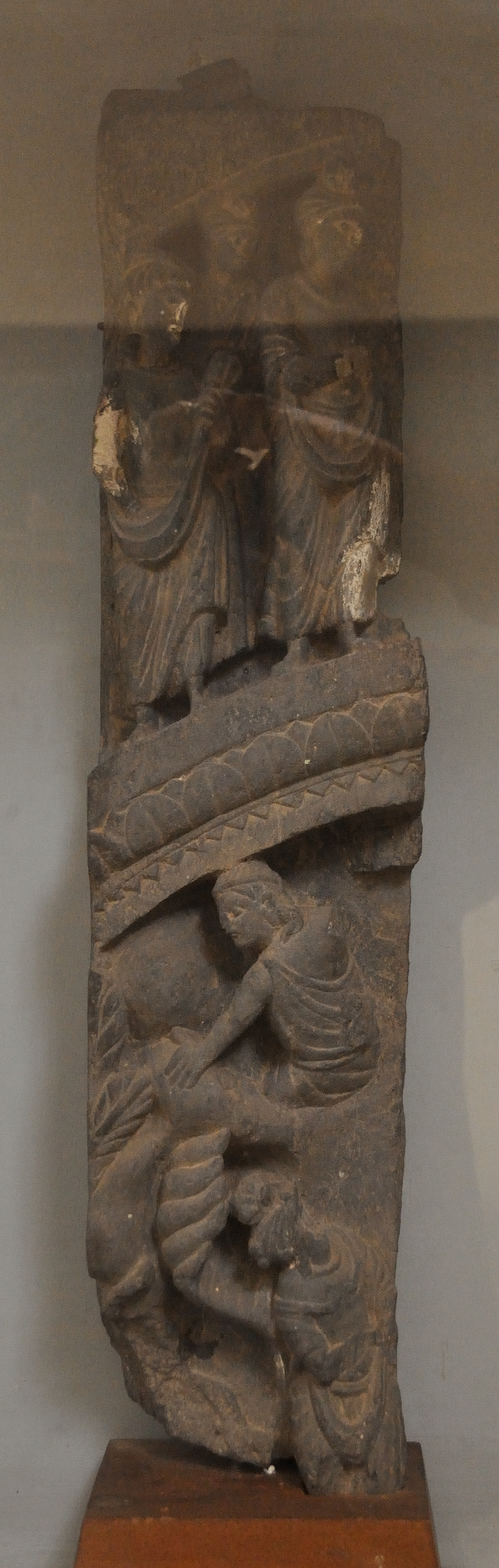
Покорение Апалалы. Правительственный музей, Матхура

Апалала — нага в буддийской мифологии. Он был обращён в буддизм после битвы с Буддой Шакьямуни во время его путешествия с Ваджрапани. Эта легенда стала одной из самых популярных в буддийском фольклоре и искусстве.

## Легенда об обращении Апалалы
Легенду об обращении Апалалы в буддизм приводит Фасянь в описании Уддияны в своём сочинении «Записки о буддийских царствах» (англ. Record of Buddhistic Kingdoms). По легенде, он обитал в источнике реки Субхавасту (или Сувасту, современная река Сват в одноимённой долине). Местные жители приносили ему подношения за то, что Апалала отводил бури, вызываемые драконами, и они могли собирать богатый урожай. Однако когда они перестали его почитать, он разгневался, и наводнения опустошали местность. Из сострадания к жителям Будда Шакьямуни снизошёл в этой местности, победил Апалалу и стал учить его дхарме. Апалала обязался более не вредить людям, но попросил разрешения собирать дань раз в двенадцать лет. Поэтому каждые двенадцать лет на реке случалось наводнение. В ознаменование этого события Будда оставил отпечаток ступни на скале, который превратился в место его почитания.